# 冨谷皐介
冨谷 皐介（とみたに こうすけ、1969年8月10日 - ）は、元大手企業営業企画部部長。現在、一般社団法人ReBORNs（リボーン）の代表。北海道小樽市生まれ。

## 略歴
- 2016年：スマートデイズ「かぼちゃの馬車」シェアハウス詐欺事件の当事者となる。
- 2018年：被害者団体「スルガ銀行・スマートデイズ被害者同盟（SS被害者同盟）」を立ち上げ代表を勤める。
- 2020年：一般社団法人ReBORNsを設立。代表として各種詐欺事件に巻きこまれた被害者団体および弁護団の救済支援を開始。
- 2021年：スルガ銀行不正融資被害者同盟（SI被害者同盟）を設立。同年に『かぼちゃの馬車事件〜スルガ銀行シェアハウス詐欺の舞台裏』版行。
- 2022年
  - アルヒフラット35被害者同盟（AF35被害者同盟）を設立。
  - 1月よりYouTubeチャンネル「ガルスTV」のMCとして活動中。
- 2024年：10月27日投開票の第50回衆議院議員総選挙に静岡6区[2]かられいわ新選組公認で立候補したが落選。

## メディア出演
- 2021年11月9日：毎日新聞 連載企画「ひと」 掲載
- 2022年2月：コミュニティ『田村淳の大人の小学校』
- 2022年3月14日：NHK「逆転人生」（巨額の投資詐欺事件 銀行の不正を暴け）に出演
- 2022年6月7日：日本テレビ「ザ!世界仰天ニュース」（1500億円 かぼちゃの馬車の真実）に出演

## 選挙歴
| 当落 | 選挙                   | 執行日         | 年齢 | 選挙区      | 政党         | 得票数    | 得票率 | 定数 | 得票順位 /候補者数 | 政党内比例順位 /政党当選者数 |
| ---- | ---------------------- | -------------- | ---- | ----------- | ------------ | --------- | ------ | ---- | ------------------ | ---------------------------- |
| 落   | 第50回衆議院議員総選挙 | 2024年10月27日 | 55   | 静岡県第6区 | れいわ新選組 | 2万1003票 | 9.32%  | 1    | 3/3                | 4/2                          |